# Turbonegro
A Turbonegro provokatív norvég punk zenekar. Az 1989-ben Nesoddenben alakult zenekar a heavy metalt, a rockot és a punkot ötvözi zenéjében, sokak szerint a jelen legmodernebb punkzenéjét játssza. Korai lemezeinek stílusa leginkább a punkrock és a hard rock határmezsgyéjére helyezhető el. Jelentős nemzetközi elismerést 1996 körül, az Ass Cobra és az Apocalypse Dudes albumokon hallható, önmaguk által deathpunknak definiált zenével értek el.

## Stílusuk
A dalokra jellemző volt a lendületes, időnként punkrockba hajló sebesség, de ezt a hetvenes évek hardrock zenekaraira jellemző zenei megoldásokkal elegyítették. A zenekar újjáalakulása utáni dalaira már letisztultabb, rockosabb dallamvilág jellemző, de nyomokban fellelhetőek a korai korszak megoldásai is.

„A Turbonegro dalszövegeire jellemző a nyíltan vállalt politikai inkorrektség, a gúny és az irónia. Különösen az 1998 előtti időszakban szövegeik miatt kevéssé voltak népszerűek a norvég black metal zenekarok körében, ugyanakkor a konzervatív beállítottságú zenehallgatók is gyakran megütköztek témaválasztásaikon. Ehhez hozzájárultak színpadi fellépéseik és öltözködésük, melyek láthatóan a hetvenes évek glamrock stílusa alapján teremtik meg a zenekar egyediségét.”

 – ezeket Hank Von Helvete énekes írta –

## Neve
A tagok által hangoztatott történetek alapján a zenekar neve eredetileg Nazipenis volt, de ezt később Turbonegrora változtatták. Korai kiadványaikon gyakran Turboneger vagy TRBNGR megnevezés szerepel. (A "negro" kifejezés a norvég helyesírás szerint "neger".)
Turbojugendnek nevezik az egyes városokban létrejövő Turbonegro-rajongók csoportját. Az első Turbojugend a németországi Hamburg egyik negyedében, St. Pauliban jött létre. A tagokat farmerdzsekijükről lehet felismerni, melynek hátán a Turbojugend felirat, valamint a város neve szerepel.

## Története
Az együttes 1989-ben alakult Norvégia fővárosában, Oslóban, Nazipenis néven, melyet hamarosan Turbonegrora módosítottak. Kezdeti próbálkozásaikra a kezdetlegesen kidolgozott punkrock stílus jellemző – ez hallható a Killer Penis című dalban, mely a zenekar legelső próbáján került rögzítésre, és 2005-ben, a Small Feces című gyűjteményes kiadványon is helyet kapott. A csapat stílusa hamarosan egyre karakteresebb jegyeket kezdett mutatni, és népszerűségük is rohamosan nőtt. Több független kiadónál megjelent kislemez után 1992-ben készítették el első, Hot Cars And Spent Contraceptives című lemezüket, mely eredetileg mindössze 1000 példányban jelent meg. Egy évvel később, Németországban is megjelent az első lemezük, de öt bónuszdallal kiegészítve, Helta Skelta címen, és szintén szerény, 1500-as példányszámban.
A Turbonegro változatlan lelkesedéssel készítette a különféle kiadóknál megjelentetett kislemezeket, majd 1994-ben elkészült második, Never Is Forever című albumok, melyen már hallhatóak olyan zenei megoldások, amik későbbi albumaikon teljesednek ki. Ez a lemez volt az új énekes, Hank Von Helvete debütálása a zenekarral, aki Harry Fossberget váltotta. Az áttörést egyrészt az 1996-os Ass Cobra, másrészt az 1998-as Apocalypse Dudes eredményezték. Ennek ellenére a sikereket beárnyékolták a zenekarok belüli konfliktusok, melyek egyik fő oka Von Helvete heroin addikciója volt. Ez vezetett az 1998-ban bekövetkezett feloszláshoz. A zenekar két utolsó, klasszikus időszakban, Berlinben és Oslóban tartott koncertjét dokumentálja az 1999-ben kiadott Darkness Forever! album.
A zenekar tagjai 1998 és 2002 között szinte nem is találkoztak egymással, azonban utolsó két albumuk rajongótábora egyre nagyobb lett. A 2000-es évek eleje már kultikus státuszban találta a Turbonegrót, melyet kiadójuk jó érzékkel próbált meglovagolni a Love It To The Deathpunk – The Time and Life of Turbonegro című Best of kiadvánnyal, ami 2001-ben jelent meg a teljes európai piacon, és 2003-ban az Egyesült Államokban. Emellett néhány, a zenekarért rajongó zenész összehozott egy tribute albumot is 2001-ben, Alpha Motherfuckers címmel. Ezen többek között olyan együttesek játsszák a legjobb Turbonegro dalokat, mint a Therapy?, a HIM vagy a Queens Of The Stone Age.
A holtidőben tapasztalt sikerek hatására, és Von Helvete sikeres elvonóját követően, 2002-ben a tagok ismét próbálni kezdtek, és turnéra indultak, melyet frenetikus siker kísért Európában és 2003-ban az Egyesült Államokban is. A turné előtt-alatt jelent meg a már az újjáalakulás után készített Scandinavian Leather album, amelyről a Fuck The World című dalt a MTV is előszeretettel tűzte műsorra.
2005-ben jelentették meg a Party Animals albumot, melynek turnéja kapcsán eljutottak hazánkba, a Sziget Fesztiválra is.
Szintén a 2005-ös évben jelent meg a korai kislemezek dalait tartalmazó Small Feces című dobozos kiadvány. 2007-ben újabb nagylemez jelent meg, a Retox, amivel 2009-ben ismét ellátogattak hazánkba.
Hank von Helvete énekes 2010-ben elhagyta a zenekart, helyét Tony Sylvester vette át. Így a 2012-es Sexual Harassment lemezen már ő énekelt.
2015-ben az együttes kiadott egy kislemezt Hot For Nietzsche címmel. Ezt 2016-ban szintén egy kislemez követte, a Special Education. Ezek után 2018-ban kiadták 9. nagylemezüket, a ROCKNROLL MACHINE-t, melyre az előbb említett dalok is felkerültek, új változatban.

## Diszkográfia
Albumok
- Hot Cars and Spent Contraceptives 1992
- Helta Skelta 1993
- Never is Forever 1994
- Ass Cobra 1996
- Apocalypse Dudes 1998
- Darkness Forever! 1999
- Scandinavian Leather 2003
- Party Animals 2005
- Retox 2007
- Sexual Harassment 2012
- ROCKNROLL MACHINE 2018

Gyűjteményes kiadványok, tribute albumok
- Love It To The Deathpunk – The Time And Life Of Turbonegro 2001
- Alpha Motherfuckers – A Tribute To Turbonegro 2001
- Small Feces (Box Set) 2005

Kislemezek, EP-k
- Route Zero 7" 1989
- Turboloid 12" EP 1990
- Vaya Con Satan 7" 1991
- (He's A) Grunge Whore 10" 1993
- Denim Demon 7" 1994
- Bad Mongo 7" 1995
- Stinky Fingers 10" EP 1995 (közösen a Flying Crap-pal)
- Flabby Sagging Flesh/Deathtime 7" EP 1995 (közösen az Anal Babes-sel)
- I Got Erection 7" 1995
- Prince Of The Rodeo 7" 1996
- Suffragette City 7" 1997
- Promosexual Promo CDS 1998
- Get It On/Don't Say Motherfucker, Motherfucker CDS 1998
- Fuck The World CDS 2003
- Locked Down UK CDS 2003
- Sell Your Body (To The Night) CDS 2003
- High On The Crime 2005
- City Of Satan CD 2005
- Do You Do You Dig Destruction 2007
- Boys From Nowhere EP 2007
- You Give Me Worms 7" 2012
- Hot For Nietzsche 2015
- Special Education 2016

## Jelenlegi tagok
- Anthony Madsen-Sylvester (további nevei: "The Duke of Nothing", "Ceasar Proud") – ének (2011–napjainkig)
- Thomas Seltzer (további nevei: "Happy-Tom", "Tom of Norway", "Bongo", "Bongo Neger") – basszusgitár (1989–1990, 1996–napjainkig), dobok (1990-1996)
- Knut Schreiner ("Euroboy") – gitár (1996–napjainkig)
- Rune Grønn (további nevei: "Rune Rebellion", "Rune Protrude", "Loonie", "Thee Oi Boy!", "Brune", "Brune Neger") – ritmusgitár (1989–2007, 2011–napjainkig)
- Haakon-Marius Pettersen ("Crown Prince Haakon-Marius") – billentyűk (2015–napjainkig)
- Tommy Akerholdt ("Tommy Manboy") – dobok (2011–napjainkig)

## Külső hivatkozások
- A Turbonegro hivatalos honlapja
- Hivatalos Turbonegro rajongói oldal Archiválva 2006. július 10-i dátummal a Wayback Machine-ben